# 首爾植物園
首尔植物园（서울植物园）是位于大韓民國首爾特別市江西區麻谷洞路161号的植物园，由首尔市政府營運，2019年5月1日开业。
首尔植物园是位于首尔市江西区麻谷区的城市公园和生态花园。占地面积为50.4万平方公尺（15.2460万坪），约为一个足球场（7140平方米）的70倍。
它是一座对标英国伊甸园计划和新加坡植物园的植物园。

## 圖集

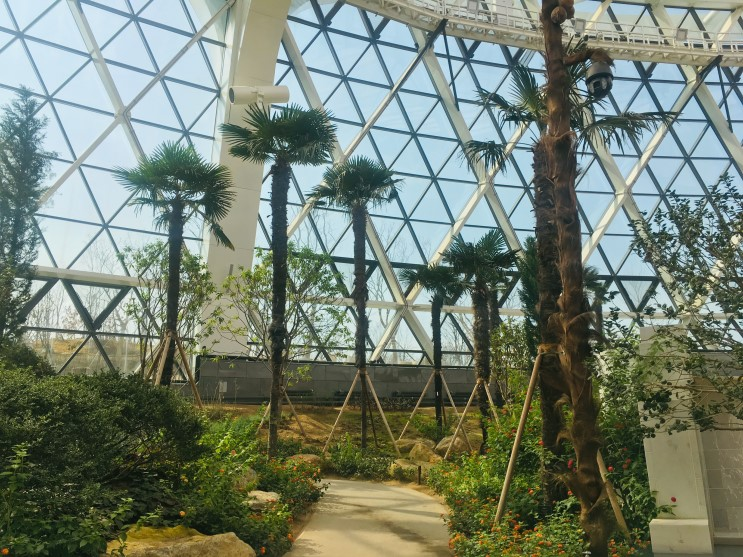
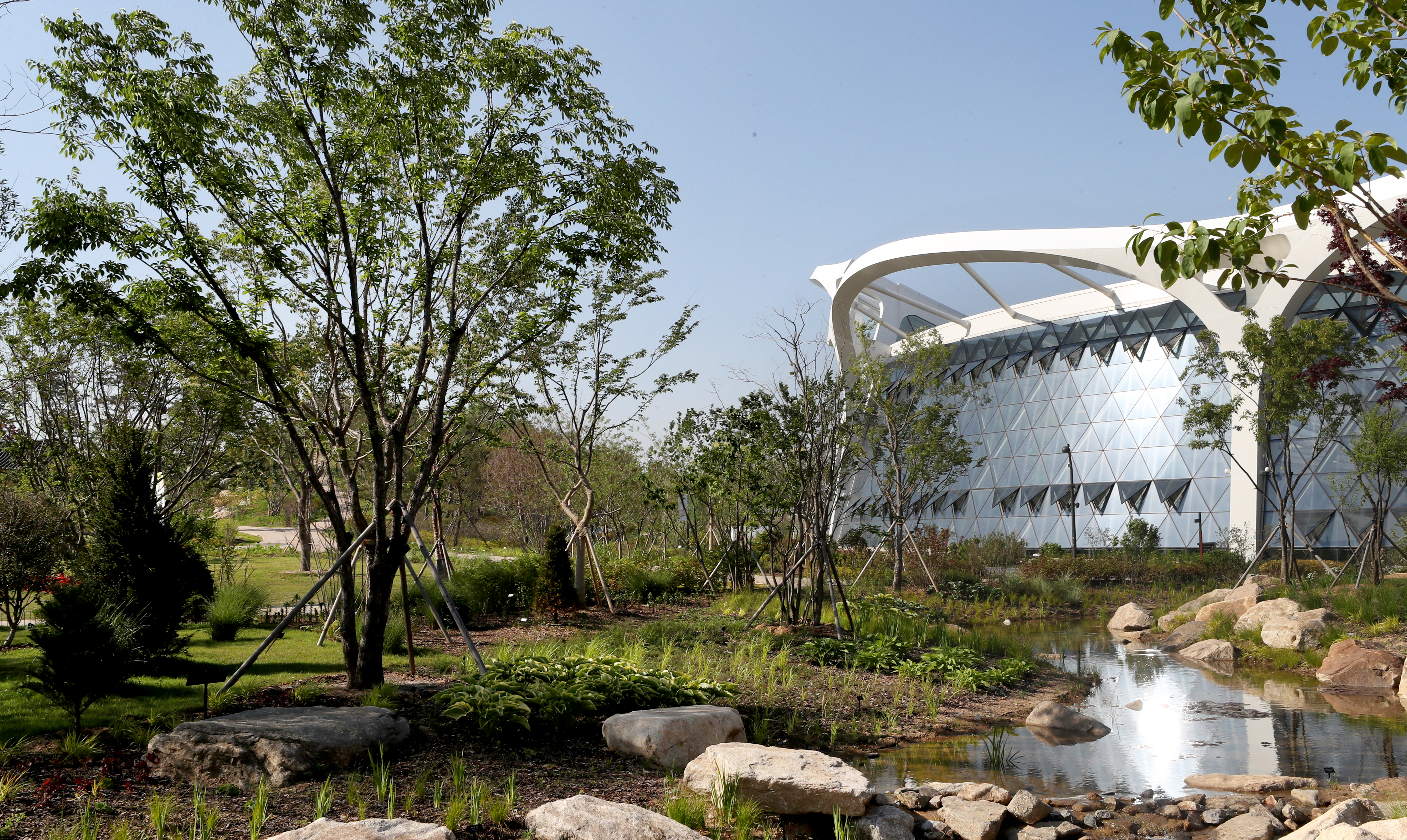
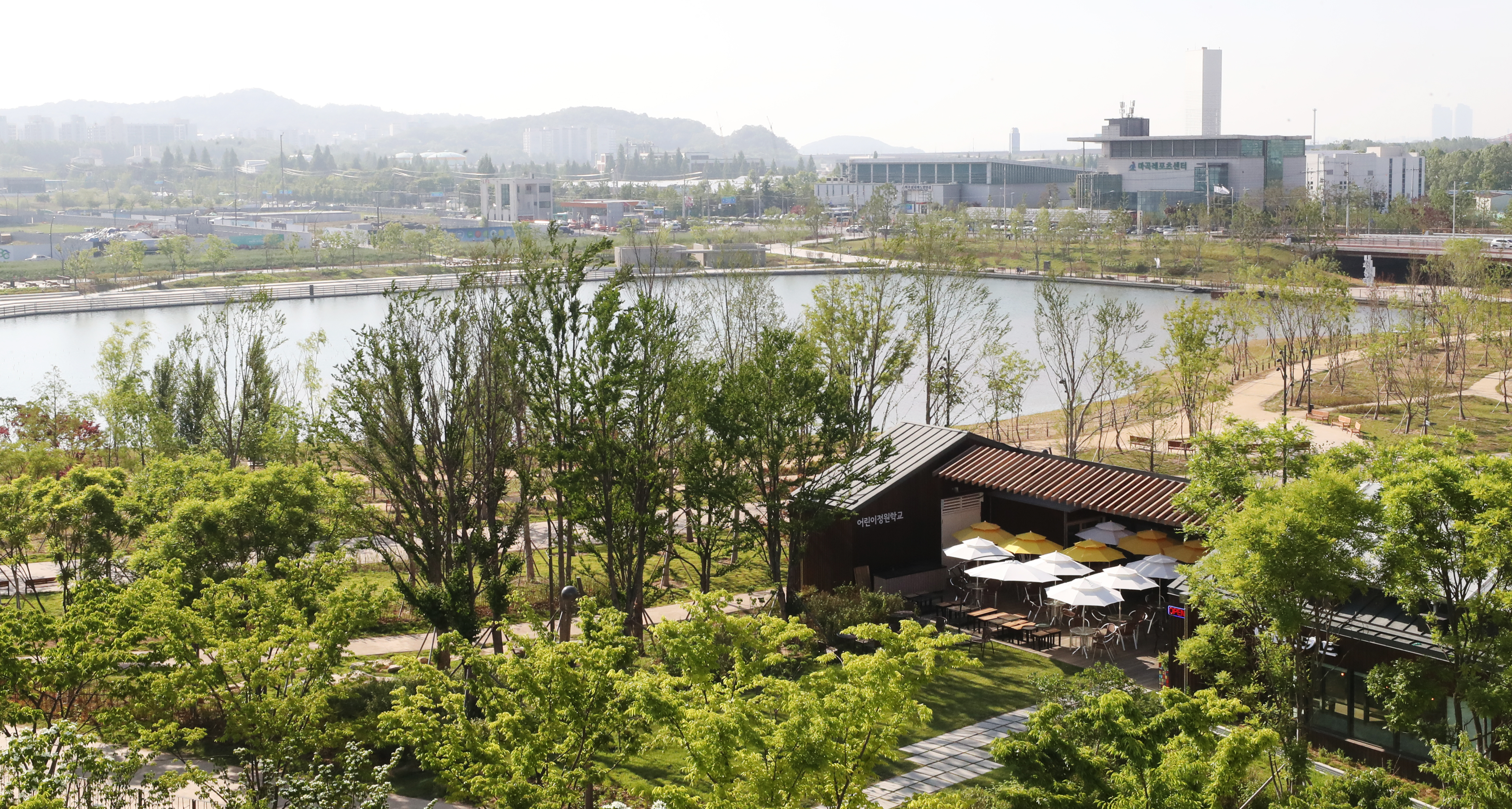
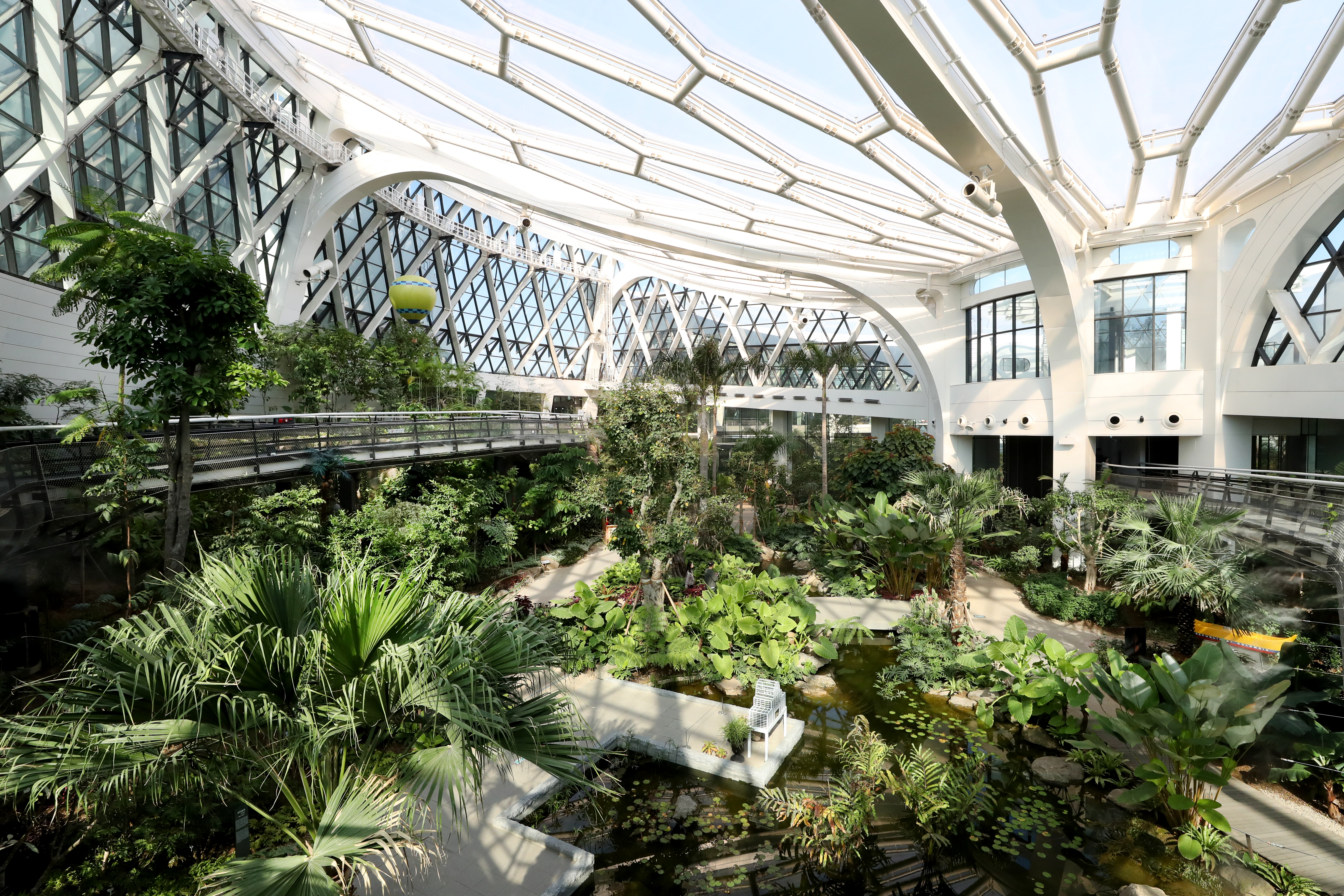
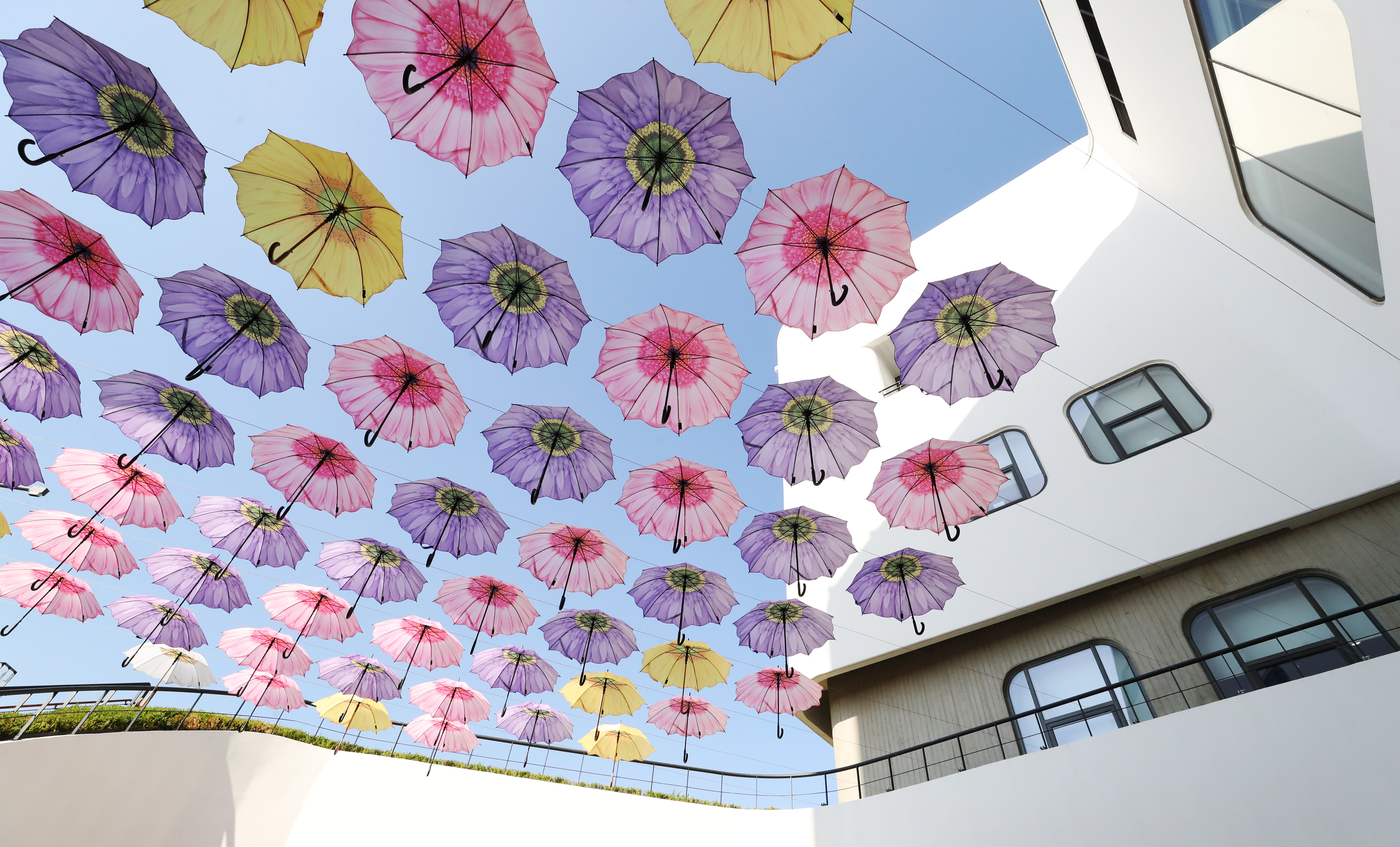
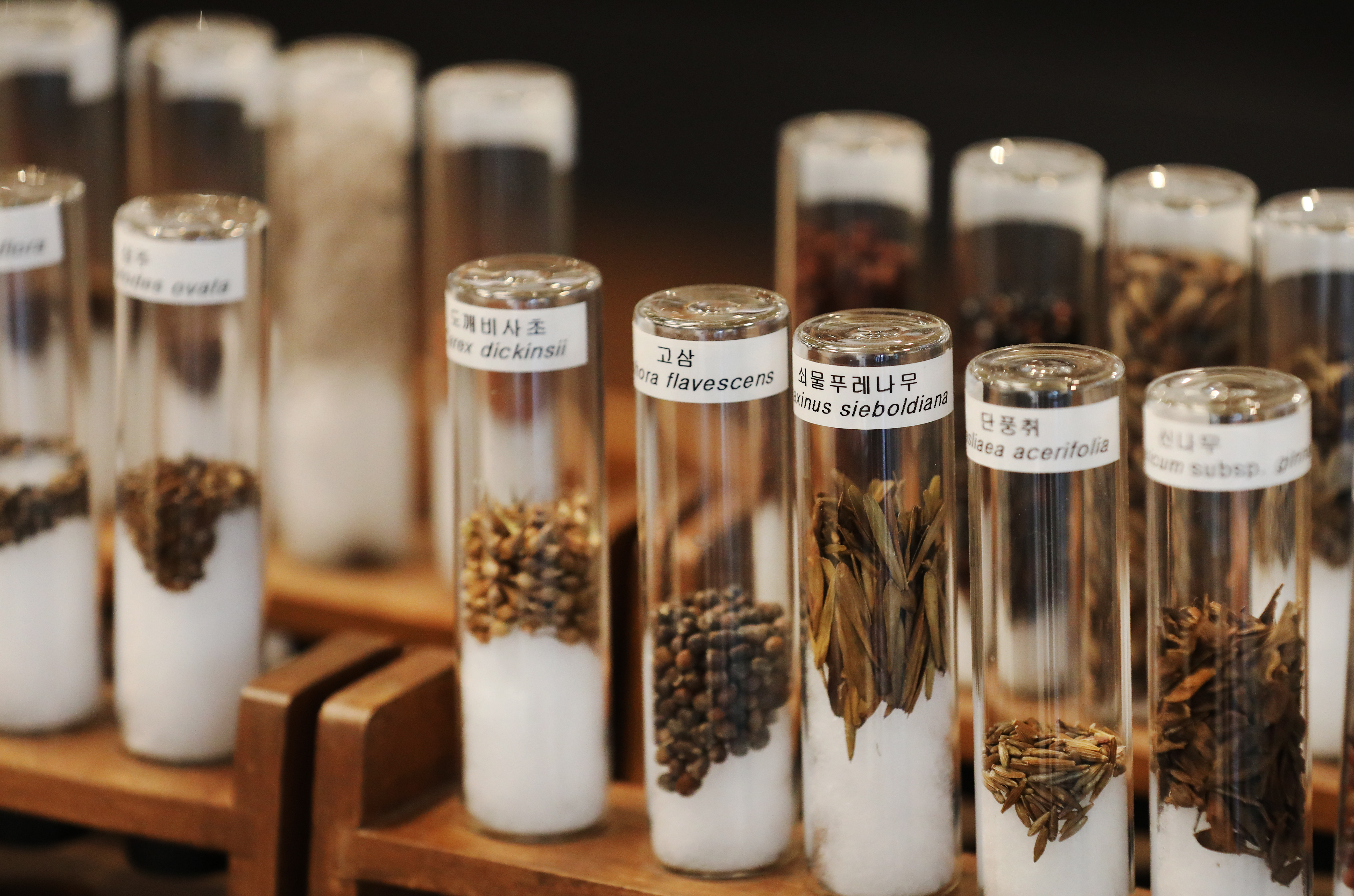
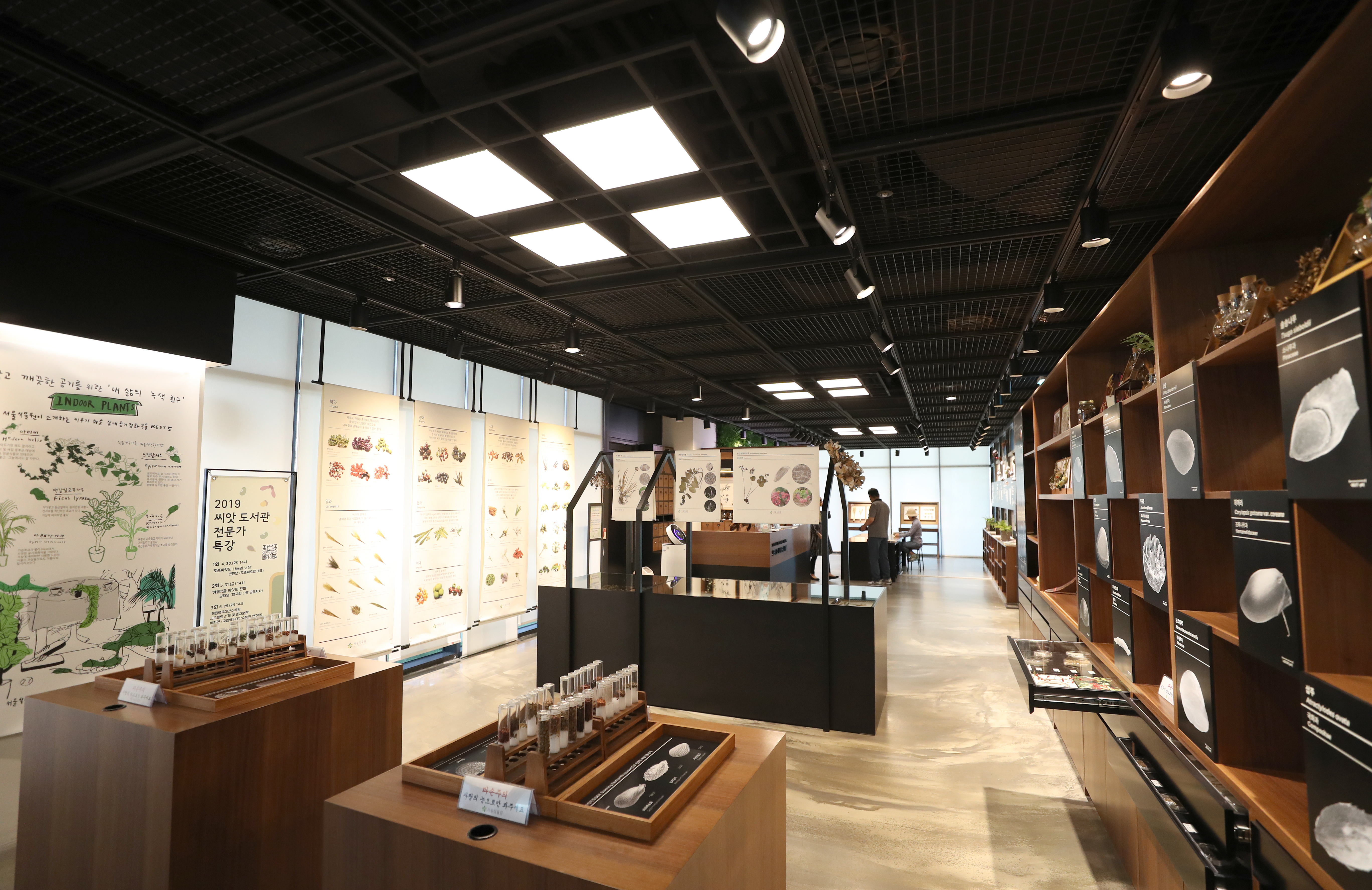
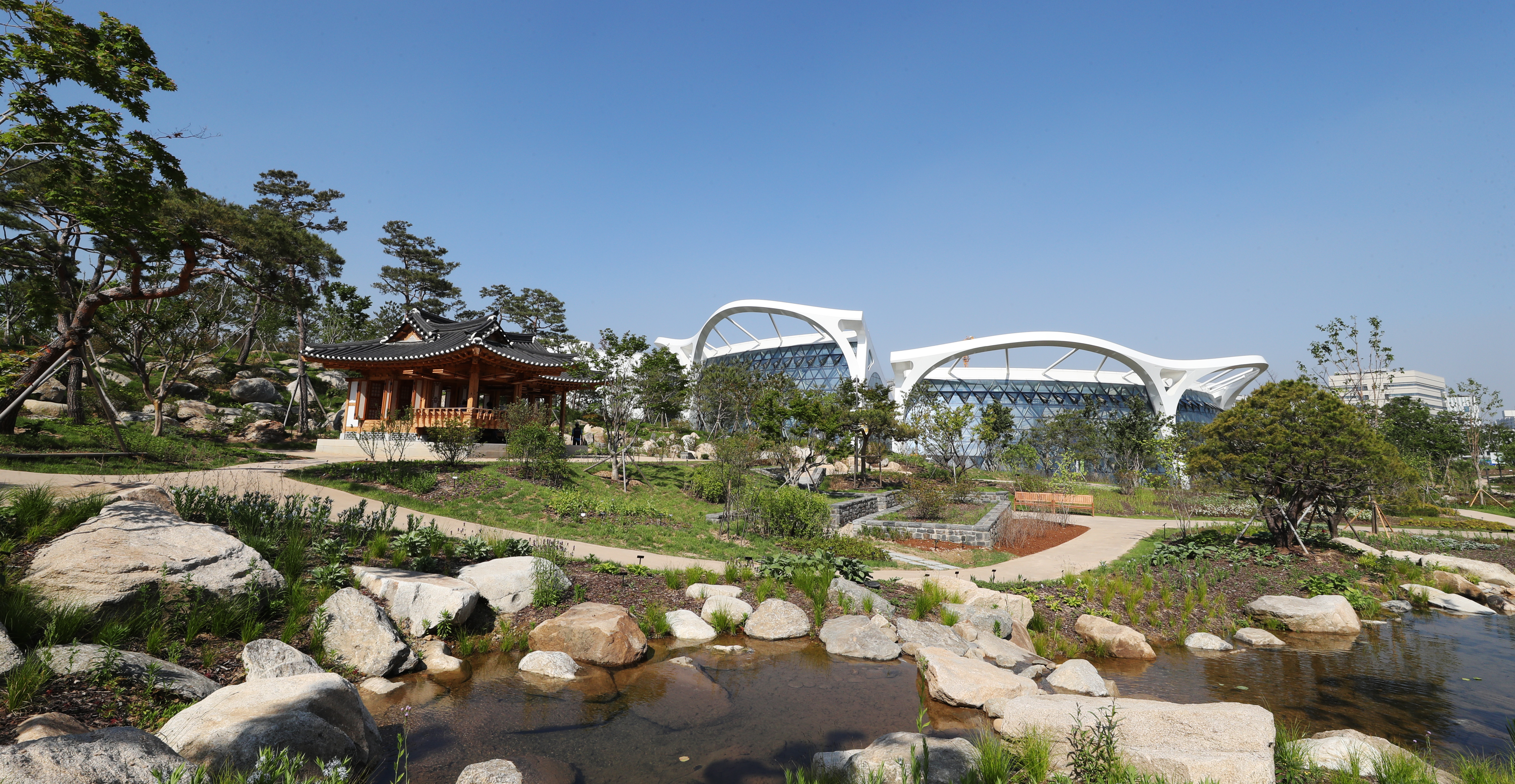

## 收费
- 成人：5,000韩元
- 青少年：3,000韩元
- 儿童：2000韩元